# Ebba Andersson
Ebba Kristina Andersson (Skellefteå, 10 de julio de 1997) es una deportista sueca que compite en esquí de fondo.
Participó en dos Juegos Olímpicos de Invierno, obteniendo dos medallas en la prueba de relevo, plata en Pyeongchang 2018 (junto con Anna Haag, Charlotte Kalla y Stina Nilsson) y bronce en Pekín 2022 (con Maja Dahlqvist, Frida Karlsson y Jonna Sundling).
Ganó once medallas en el Campeonato Mundial de Esquí Nórdico entre los años 2017 y 2025.

## Palmarés internacional
| Juegos Olímpicos   | Juegos Olímpicos            | Juegos Olímpicos  | Juegos Olímpicos  |
| Año                | Lugar                       | Medalla           | Prueba            |
| ------------------ | --------------------------- | ----------------- | ----------------- |
| 2018               | Pyeongchang (Corea del Sur) | Medalla de plata  | Relevo 4 × 5 km   |
| 2022               | Pekín (China)               | Medalla de bronce | Relevo 4 × 5 km   |
| Campeonato Mundial |                             |                   |                   |
| Año                | Lugar                       | Medalla           | Prueba            |
| 2017               | Lahti (Finlandia)           | Medalla de plata  | Relevo 4 × 5 km   |
| 2019               | Seefeld (Austria)           | Medalla de oro    | Relevo 4 × 5 km   |
| 2021               | Oberstdorf (Alemania)       | Medalla de bronce | 10 km             |
| 2021               | Oberstdorf (Alemania)       | Medalla de bronce | 15 km             |
| 2023               | Planica (Eslovenia)         | Medalla de oro    | 15 km             |
| 2023               | Planica (Eslovenia)         | Medalla de oro    | 30 km             |
| 2023               | Planica (Eslovenia)         | Medalla de bronce | 10 km             |
| 2023               | Planica (Eslovenia)         | Medalla de bronce | Relevo 4 × 5 km   |
| 2025               | Trondheim (Noruega)         | Medalla de oro    | 10 km             |
| 2025               | Trondheim (Noruega)         | Medalla de oro    | 20 km             |
| 2025               | Trondheim (Noruega)         | Medalla de oro    | Relevo 4 × 7,5 km |